# Giuseppe De Fabris
Giuseppe de Fabris, o Fabris(Nove, 19 de agosto de 1790-Roma, 22 de agosto de 1860), fue un escultor y pintor italiano.

## Biografía

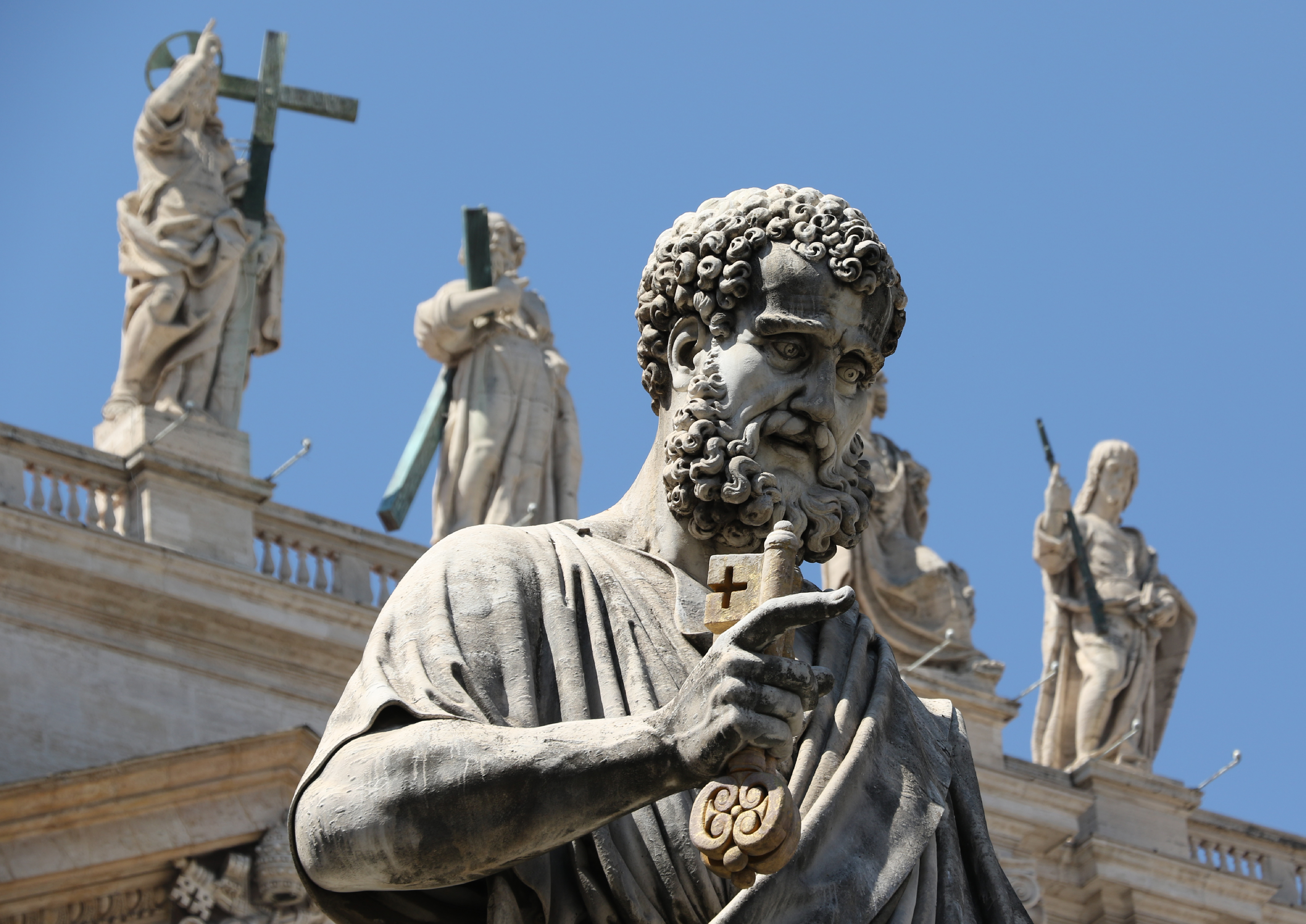
Estatua de San Pedro frente a la Basílica de San Pedro (1840), Roma.

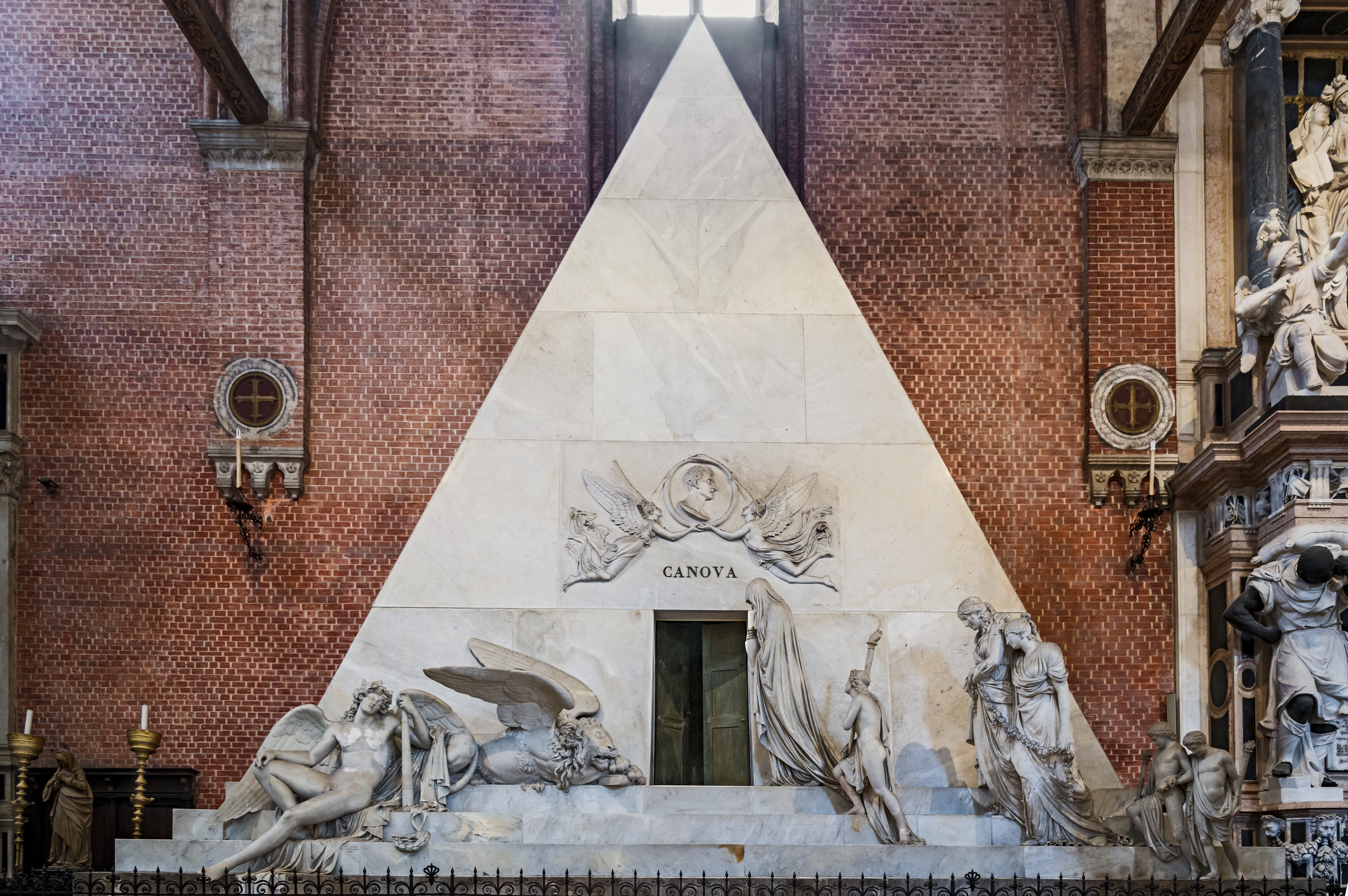
Monumento fúnebre de Antonio Canova, Basílica de Santa María dei Frari, Venecia.

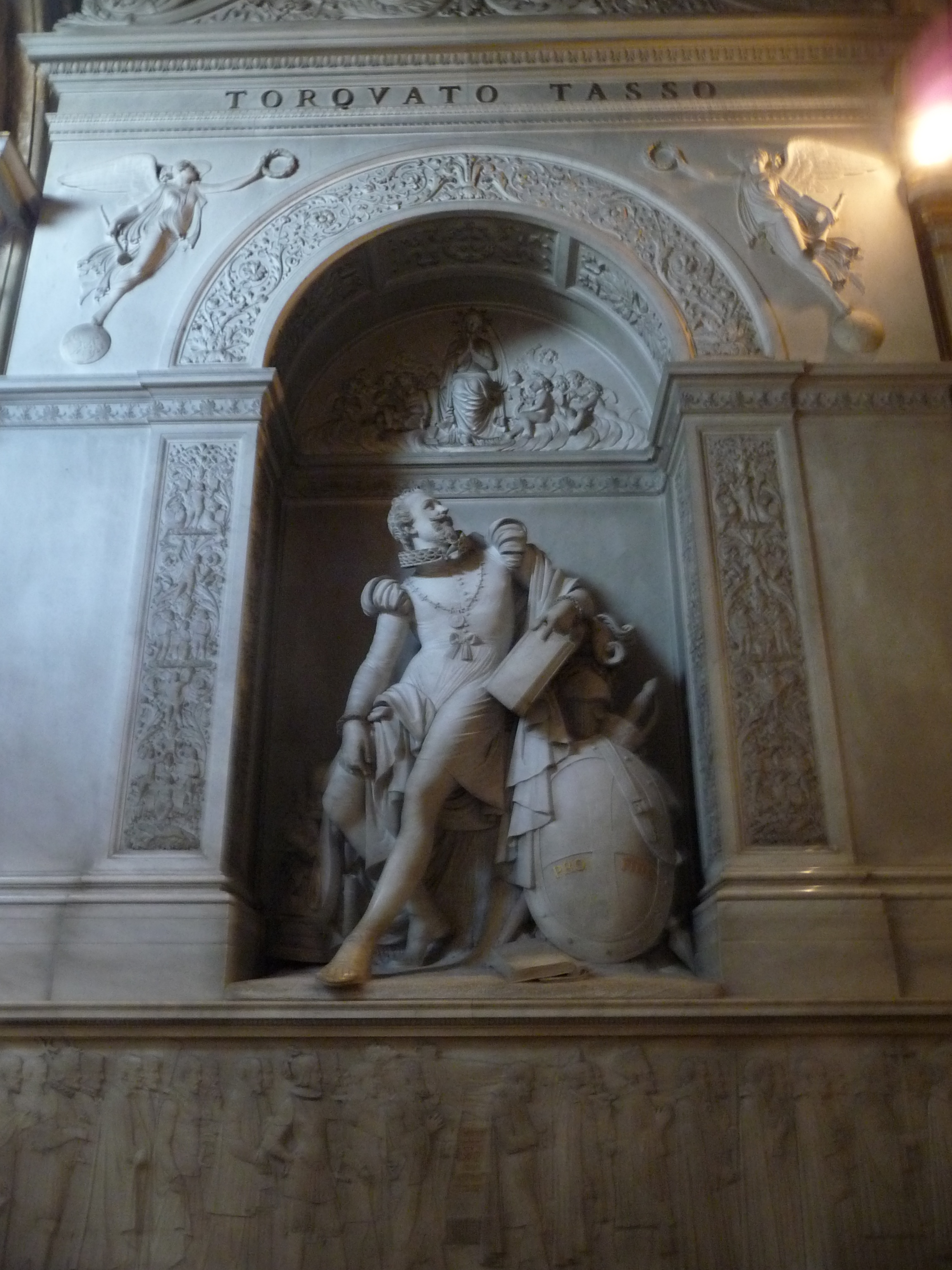
Monumento a Torquato Tasso, Iglesia de Sant'Onofrio al Gianicolo, Roma.

Nació en Nove (provincia de Vicenza) el 19 de agosto de 1790, hijo de Gioacchino Fabris y Domenica Moretti. Su padre, natural de Bassano, dirigía la fábrica de cerámicas Antonibon, que en aquella época empleaba a doscientos obreros y se encontraba en el apogeo de su prosperidad productiva en los tres sectores de loza, mayólica y porcelana. El joven demostró inmediatamente un talento artístico poco común y, aunque su padre lo desalentó, asistió con éxito a varios departamentos de la fábrica. En este contexto practicó el modelado de forma independiente y estuvo influenciado por un gusto neoclásico.
En 1806 la familia se trasladó a Vicenza, donde Giuseppe tuvo la oportunidad de frecuentar el taller del pintor Giacomo Ciesa, para profundizar en el estudio de la figura y conocer a Giorgio Berti. En esta fase modeló por su cuenta, inspirándose en un grabado, el Toro Farnesio, un famoso grupo escultórico conservado en el Museo Arqueológico Nacional de Nápoles.
En 1808 Giuseppe y su padre se trasladaron a Milán, donde el joven tuvo la oportunidad de participar activamente en el ambiente artístico y de realizar una intensa actividad de dibujo, vinculada al estudio de la anatomía del cuerpo humano, como lo documentan una serie de dibujos anatómicos en pasteles de colores.
A los veinte años inició una intensa actividad en la construcción de la Catedral de Milán: muchas de sus obras están documentadas, bocetos de estatuas creadas posteriormente por otros escultores. De particular interés son los bocetos de una Santa Marcelina y de un San Odilone.
En 1814 se casó con Camilla Piantanida, hija de un tallador de madera, y decidió trasladarse a Roma, atraído por el mito de la ciudad eterna, por su enorme patrimonio artístico y por la posibilidad de conocer a Antonio Canova.
En los años siguientes asistió a cursos nocturnos en la Academia Lombardo-Véneta y en el Palacio Venecia y ganó numerosos premios. Fue incluido entre los "académicos de mérito" por la "distinguida Academia Romana de Bellas Artes llamada San Lucas".
En 1823 el artista viajó a Venecia para trabajar en el monumento funerario que se colocaría en la Basílica de Santa María dei Frari para Canova, fallecido el año anterior: estos trabajos continuaron hasta 1826 y fueron inaugurados al año siguiente. También en 1823, en Roma, entró a formar parte de la Academia Pontificia del Panteón, de la que fue regente desde 1830, animando constantemente su actividad artística hasta su muerte. Su empresa extraordinaria fue el proyecto, realizado por él mismo entre junio de 1833 y 1834, del reconocimiento de la tumba de Rafael en el Panteón, que tuvo resonancia mundial.
En 1825, año del jubileo, Fabris fue a Roma, donde trabajó diligentemente para clientes eclesiásticos. Realizó el retrato del Papa León XII, cuyo mármol original se conserva hoy en la Sala de los Mosaicos del Vaticano. Participó también con algunos grabados en la “Exposición de artistas de Bassano” organizada en Bassano con ocasión de la visita del emperador Francisco I.
A partir de 1829 trabajó para el nuevo Papa, Pío VIII, a quien retrató en varios moldes de yeso. En los años siguientes trabajó asiduamente entre Venecia y Roma.
Murió en su patria romana el 22 de agosto de 1860. Ocupó el cargo de director general de los Museos Vaticanos.
Con los fondos dejados por el artista, en noviembre de 1875 se fundó la Escuela Nocturna de Arte de Cerámica “Giuseppe De Fabris”, el primer paso hacia la fundación de lo que se convertiría en uno de los institutos de arte más importantes para la cerámica.
El Museo de Cerámica fue creado en las instalaciones de la Escuela de Arte en 1994.